# 시에라네바다산맥 (스페인)

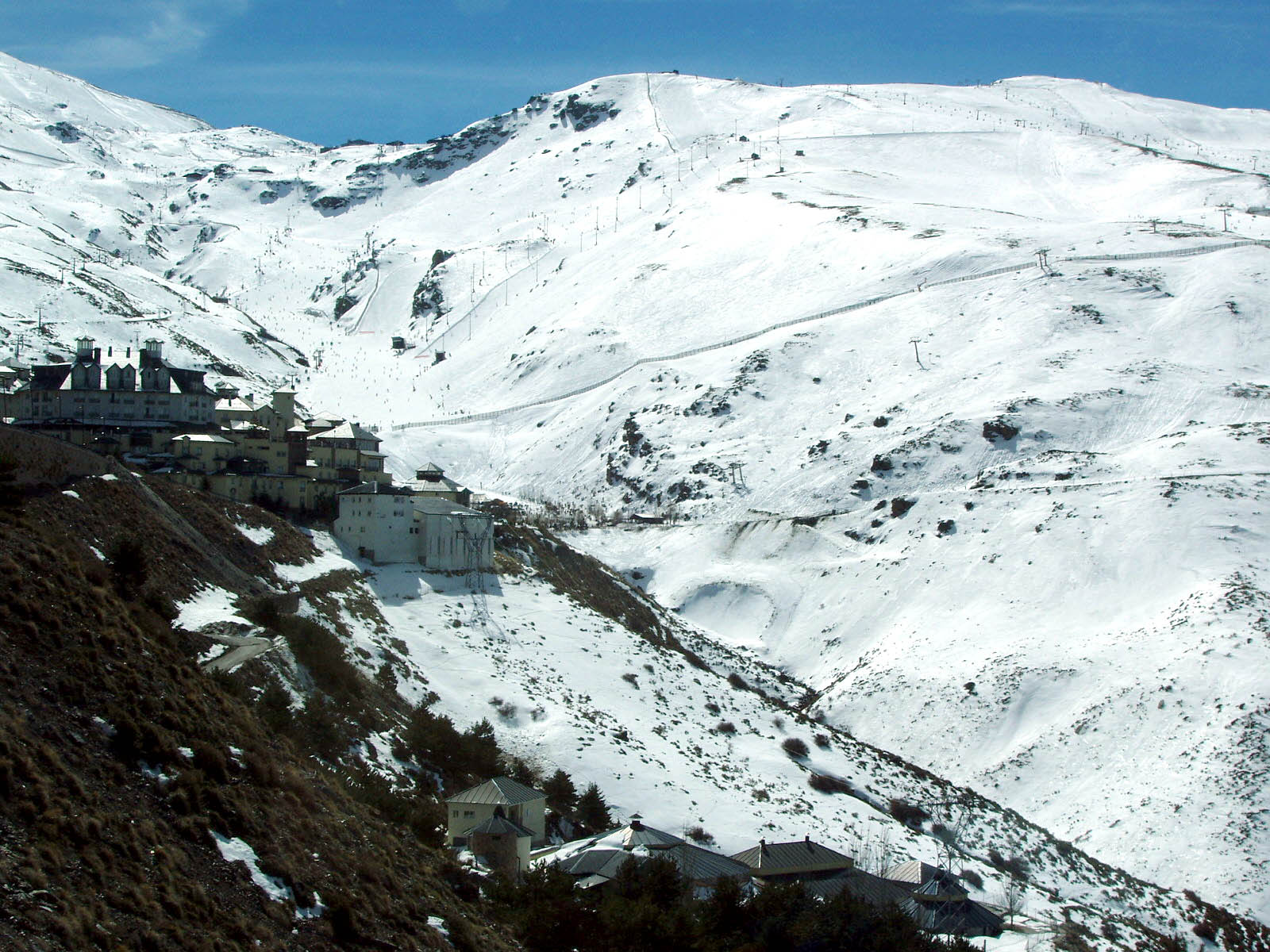
네바다산맥에 자리한 스키 리조트

시에라네바다산맥(스페인어: Sierra Nevada)은 스페인의 안달루시아 지방에 있는 산맥이다. 스페인어로 시에라 네바다는 눈으로 덮인 산자락이라는 뜻이다. "Sierra"는 자국어에서 대개 산맥을 칭하는 Montanas보다는 작은 산지대를 일컬으므로 구릉지대와 산맥의 중간 정도로 이해하면 된다. 스페인 전체(본토)에서 가장 높은 봉우리인 무라센이 3,479m이다.
유럽에서 가장 남쪽에 위치한 스키 시설이 지중해를 끼고 위치하고 있어 수많은 외국인 관광객의 여행지로 각광받고 있다. 겨울이 아니여도 햇빛이 많고 온화해 일광욕을 좋아하는 사람들에게는 안성맞춤이다. 네바다산맥과 관광지에서 멀지 않은 곳에 그라나다도, 말라가가 있다.
산맥지대 일부는 시에라네바다산맥 국립공원에 속하며 중요 생물권으로 지정되기도 했다.

## 형성
시에라네바다산맥은 알프스 조산운동에 연달아 일어났으며 이때 유럽의 산맥지대는 알프스를 중심으로 동쪽, 아프리카의 아틀라스산맥과 남부 유럽 일대로 확장됐다. 현재의 모습은 지질학에서 보는 제3기 때 유럽판과 아프리카판이 충돌하면서 형성된 것이다.

## 지리
스페인 내 산맥지대를 보면 시에라네바다는 서남서, 동북동 방향으로 향해있다. 분수계는 해발 3000m에서도 산발적으로 분포한다.
남쪽 지대에는 계곡 지대가 남서쪽으로 퍼져있으며 여러 지류가 길고 좁은 규모로 뻗어 있어 산등성이를 따라 흐르거나 흐름이 바뀐다. 바위가 많고 가파른 북쪽에서 계곡지대는 주요 강으로 합류하는 지류의 시작점이 된다.

## 참고 문헌
- Sierra Nevada, Spain 보관됨 2006-10-01 - 웨이백 머신
- 네바다산맥 관련 영문잡지